# Per Strand Hagenes
Per Strand Hagenes (Sandnes, 10 juli, 2003) is een Noors wielrenner die anno 2024 rijdt bij Team Visma-Lease a Bike. Tussen 2022 en 2023 reed hij bij de opleidingsploeg Jumbo-Visma Development Team.

## Carrière
Hij boekte zijn eerste grote zeges op de nationale kampioenschappen van Noorwegen voor junioren. Met een zege in het tijdrijden (2020) en 2 overwinningen bij de wegraces (2020 en 2021). In 2021 wist hij ook het wereldkampioenschap voor junioren te winnen. Hier liet hij Romain Grégoire en Madis Mihkels achter zich. Hij behaalde een 3e plaats bij de junioren editie van Parijs-Roubaix in 2021. Hier verloor hij in de sprint van zijn landgenoot Stian Fredheim. Destijds eindigde Alec Segaert als tweede.
Op 12 maart 2023 won hij de Ronde van Drenthe. Deze overwinning werd behaald toen hij voor aanvang van de finale wegreed uit de kopgroep van 4 renners.
Hagenes heeft een contract getekend bij de hoofdmacht van Jumbo-Visma dat ingaat per 2024. Hij heeft getekend voor drie jaar.

## Overwinningen

### Junioren
2020
Noors kampioenschap tijdrijden junioren
Noors kampioenschap op de weg junioren
2021
Wereldkampioenschap junioren
3e etappe Vredeskoers junioren
Eindklassement Vredeskoers junioren
Noors kampioenschap op de weg junioren
2022
Triptyque des Monts et Châteaux, etappe 3b, puntenklassement en jongerenklassement
2e etappe Ronde van Opper-Oostenrijk
Parijs-Tours espoirs
2023
1e etappe Olympia's Tour

### Profs
2023
Ronde van Drenthe
5e etappe Vierdaagse van Duinkerke
Ronde van het Münsterland
2025
3e etappe (TTT) Parijs-Nice

## Resultaten in voornaamste wedstrijden
| Jaar | Ronde van Vlaanderen | Parijs-Roubaix | Amstel Gold Race | Kuurne-Brussel-Kuurne | Parijs-Tours |
| ---- | -------------------- | -------------- | ---------------- | --------------------- | ------------ |
| 2023 |                      |                |                  | 92e                   | 68e          |
| 2024 | 40e                  | 44e            | 107e             | 64e                   | opgave       |
| 2025 | 53e                  | opgave         |                  |                       |              |

## Ploegen
- 2019 –  Sandnes Sykleklubb
- 2020 –  Sandnes Sykleklubb
- 2021 –  Sandnes Sykleklubb
- 2022 –  Jumbo-Visma Development Team
- 2023 –  Jumbo-Visma Development Team
- 2024 –  Visma-Lease a Bike
- 2025 –  Team Visma-Lease a Bike

Affini · Benoot · Bouwman · Gesink · Gloag · Hagenes · Heßmann · Jorgenson · Kelderman · Kooij · Kruijswijk · Kuss · Laporte  · Lemmen · Staune-Mittet · Tratnik · Tulett · Uijtdebroeks · Vader · Valter · Van Aert · van Baarle · van Belle · Van der Sande · M. van Dijke · T. van Dijke · Vermote · Vingegaard